# Fangaʻuta Lagoon
Fangaʻuta (Lagoon) ist eine der Lagunen im Archipel von Tongatapu im pazifischen Inselstaat Tonga.

## Geographie
Die Lagune erstreckt sich von Norden her in die Hauptinsel von Tongatapu hinein. Während der Nordteil des Archipels durch viele kleine Inselchen geprägt ist, bildet die Hauptinsel eine größere Landmasse, die jedoch durch die Lagune in mehrere Abschnitte gegliedert ist. Die Insel umschließt die zweigeteilte Lagune und bildet durch die Landzunge von Longoteme die beiden Hauptarme der Lagune. Dazwischen liegen noch einige winzige Inselchen (Kanatea, Talakite, Mataʻaho, Moʻunu, Moʻungatapu). Der Teil der Lagune zwischen dem westlichen Arm und der Öffnung zum Meer im Norden wird auch als Fanga Kakau Lagoon bezeichnet. Die Piha Passage verbindet im Norden die Lagune mit dem offenen Meer im Osten. An deren Anfang liegt die bewohnte Insel Nukunukumotu, die den Eingang der Lagune markiert.
Rund um die Lagune konzentriert sich die Hauptbesiedlung von Tonga. Im Norden liegt die Hauptstadt Nukuʻalofa mit den Vororten Siesia, Houmakelikao, Fanga ʻO Pilolevu, Haveluloto und Tofoa-Koloua. Im Südwesten schließen sich die Orte Pea, Haʻateiho, sowie im Süden die Orte Veitongo (Lotohaʻapai), Vaini, Kolofuu und Malapo an. Am Ostufer der Lagune liegen die Orte Holonga, Alaki, Tatakamotonga, Muʻa, Lapaha, Talasiu und Hoi. Am Ostufer des Eingangs liegen Nukuleka, Makaunga und Talafoʻou.